# مهدي الغزال
مهدي الغزال لاعب كرة قدم سعودي ، يلعب في خط الوسط في نادي الجزيرة.

## مسيرة اللاعب
لعب مع نادي الترجي ونادي الهدى ونادي مضر ونادي الصفا ونادي الهدى ونادي الجزيرة.